# 锡拉杰甘杰县
锡拉杰甘杰（Sirajganj District）为孟加拉国拉杰沙希专区辖县，地处孟加拉国中部。县境东北部与博格拉县接壤，南与巴布纳县毗邻，东与坦盖尔、杰马勒布尔县为界，西连诺多尔和博格拉县。全县年平均降雨量1,610毫米，平均气温11.9°C（最低）至34.6°C（最高）。县域总面积2,497.92公里²，总人口2,707,011人（2001），全县共分为9乌帕齐拉，政府驻锡拉杰甘杰镇。